# Monaeses xyphoides
Monaeses xyphoides es una especie de araña cangrejo del género Monaeses, familia Thomisidae. Fue descrita científicamente por L. Koch en 1874.

## Distribución
Esta especie se encuentra en Australia.